# Nguyễn Thị Huyền (modella)
Nguyen Thi Huyen (Haiphong, 1985) è una modella vietnamita incoronata nona Miss Vietnam nel 2004.
Al momento dell'incoronazione, la modella era una studentessa presso l'Hanoi Press College. È stata la seconda Miss Vietnam a gareggiare a Miss Mondo nel 2004, dove è riuscita ad avanzare sino alle semifinali del concorso. Al 2012, la sua undicesima posizione è il miglior piazzamento del Vietnam nella storia del concorso.
In seguito all'esperienza nei concorsi di bellezza, ha ripreso i suoi studi, ottenendo anche un bachelor in arte presso la Middlesex University di Londra. Il 27 maggio 2007 si è sposata con Tống Ngọc Trung, dal quale nel dicembre 2007 ha avuto un figlio, Tong Khanh Linh.